# 谷沢瑠菜
谷沢 瑠菜（たにざわ　るな、1995年5月29日 - ）は、日本の女優、モデル。大阪府出身。ニュースター・プロダクションに所属して活動していた。

## 経歴
1995年5月29日、大阪府で生まれる。地元の公立小学・中学・高校を卒業。関西圏の大学に進学。大学在学中にスカウトされ、学生時代からラジオMCやラジオドラマへの出演などで活動を始める。2014年に上京した後も女優・タレントを続けていた。

## 出演

### 映画
- 「昼顔」（2017年、東宝）

### テレビ
- 白熱ライブ「ビビット」（2016年10月、TBS）
- ドラマ「稲垣家の喪主」（2017年、WOWOW）
- ドラマ「スリル!」（2017年、NHK BSプレミアム）

### ラジオ
- 「君のまなざし」（2017年4月、FM FUJI、MC）

### 舞台
- 「俺と劉備様と関羽兄貴と」キャスト（2017年3月、劇団新星、劉備の母役）
- 「GO,JET!GO!GO! vol.3+ZERO」（2017年5月、劇団空感演人、あかね役）
- 「真夏の夜の夢～LOVE　201７」（2017年8月、郡司企画アプローズ、豆の花の妖精役）[2]
- 「オサエロ」（2017年8月、空間演人、小佐野役）
- 「シンデレラ」（2017年9月、JAT、アンサンブル）[3]
- 「私たちはそれでも歩きだす。」（2018年1月、VACAR ENTERTAINMENT）[4]
- 「僕は魔法が使えない」（2018年2月、劇団新星、白魔法使い 役）
- 「やめらんねえ」（2014年、TEAM BUZZ）
- 「大真夏の夜の夢の浪漫」（2014年、愛。ちょい）
- 「けんかとにおい」（2014年／劇団ジュークスペース）
- 「Rin-Rin-Rin」（2014年、アリスインプロジェクト）
- 「あいまいな空間」（2015年1月、フリー・エス）

### CM・広告
- 関西電力（2017年）

### 雑誌
- 季刊誌「SHe」（2016年12月27日発売号）

### その他
- インタビュー